# Anakin Skywalker
Anakin Skywalker là nhân vật trung tâm  của phần I, II và III trong bộ phim Chiến tranh giữa các vì sao (Star Wars). Khi bậc thầy Jedi Qui-Gon Jinn và Obi-Wan Kenobi (đệ tử của Qui-Gon Jinn) vào hệ Tatooine để tìm vật liệu sửa tàu không gian, Qui-Gon Jinn đã gặp được Anakin lúc cậu còn nhỏ. Sau đó ông đã thấy được rất nhiều tài năng của cậu bé. Qui-Gon Jinn quyết định nhận cậu làm đệ tử. Nhưng về sau ông chết trong trận chiến giữa Darth Maul, Obi-Wan đã tiếp tục dạy cậu.
Sau khi được huấn luyện thành một hiệp sĩ Jedi, cậu đã được giao nhiệm vụ bảo vệ nữ hoàng Padme Amidala và yêu cô. Cả hai người thành hôn trong bí mật.
Tài năng của Anakin ngày càng bộc phát và lớn mạnh. Anh đã tiêu diệt được bá tước Dooku, kẻ thống lĩnh quân đội của chúa tể Darth Sidious cũng là lúc Darth Sidious thấy được tài năng của cậu. Sau khi giết Dooku, cậu đã được vào hội đồng Jedi nhưng không được phong làm thầy. Anakin gặp lại Padme và hay tin nàng đã có thai. Anh vô cùng hạnh phúc. Nhưng cũng từ đó Anakin thường mơ thấy những giấc mơ khủng khiếp: anh thấy Padme sẽ chết sau khi sinh. Anh tin rằng đó là điềm báo về những gì sẽ xảy ra cho Padme, người vợ mà anh hết lòng thương yêu. Anakin đau khổ, lo lắng và sợ hãi. Anh muốn có nhiều quyền năng hơn để cứu Padme.
Trong khi thất vọng và đau khổ vì những điều sắp xảy ra, Anakin đã bị Palpatine dụ dỗ rằng nếu như theo phò ông thì sẽ có nhiều quyền năng hơn và có thể cứu người anh yêu thương. Vì muốn cứu vợ, anh nghe theo Palpatine, và người Sith chống lại các hiệp sĩ Jedi. Chỉ trong một đêm anh đã kéo quân vào thánh đường Jedi và tàn sát tất cả các hiệp sĩ Jedi tại đó. Tiếp theo sau là các lãnh tụ li khai ở Mustafar. Anakin ở lại đó, Padme và Obi-Wan đến Mustafar tìm Anakin. Trong cơn giận đữ anh đã bóp cổ Padme làm cô bị ngất. Ngay sau đó Anakin lao vào tấn công thầy của anh, người mà anh coi như cha và anh đã bị Obi-Wan đánh bại. Anakin được Palpatine cứu sống, khi tỉnh dậy và biết Padme đã chết, Anakin gào lên đau khổ. Từ nay anh đã chính thức trở thành học trò của Sith Lord Palpatine, tên của anh bây giờ là Darth Vader.